# Borja Vivas
Borja Vivas Jiménez (ur. 26 maja 1984 w Maladze) – hiszpański lekkoatleta, kulomiot.

## Osiągnięcia
- 10. miejsce podczas mistrzostw Europy juniorów (Tampere 2003)
- 8. miejsce na młodzieżowych mistrzostwach Europy (Erfurt 2005)
- srebrny medal podczas mistrzostw ibero-amerykańskich (Ponce 2006)
- 9. miejsce na uniwersjadzie (Bangkok 2007)
- 7. miejsce na uniwersjadzie (Belgrad 2009)
- 10. miejsce podczas mistrzostw Europy (Barcelona 2010)
- 7. miejsce podczas mistrzostw Europy (Helsinki 2012)
- złoty medal igrzysk śródziemnomorskich (Mersin 2013)
- srebrny medal mistrzostw Europy (Zurych 2014)
- 4. miejsce podczas halowych mistrzostw Europy (Praga 2015)
- 11. miejsce podczas halowych mistrzostw świata (Portland 2016)
- 8. miejsce podczas mistrzostw Europy (Amsterdam 2016)
- wielokrotny mistrz Hiszpanii oraz reprezentant kraju w zimowym pucharze Europy w rzutach

W 2012 Vivas reprezentował Hiszpanię na igrzyskach olimpijskich w Londynie, podczas których zajął 30. miejsce w eliminacjach i nie awansował do finału. Cztery lata później, podczas igrzysk w Rio de Janeiro zajął 14. miejsce w eliminacjach i ponownie nie awansował do finału.

## Rekordy życiowe
- Pchnięcie kulą (stadion) – 21,07 (27 lipca 2014, Alcobendas)
- Pchnięcie kulą (hala) – 20,66 (21 lutego 2015, Antequera)